# 福岡ECO動物海洋専門学校
福岡ECO動物海洋専門学校（ふくおかエコどうぶつかいようせんもんがっこう）とは、福岡県福岡市博多区にある私立専修学校。運営は学校法人滋慶学園。

## 沿革
ホームページ沿革より抜粋
- 2004年 - 学校法人滋慶文化学園より福岡エコ・コミュニケーション専門学校として創立。
- 2014年 - 福岡ECO動物海洋専門学校へ校名変更。
- 2019年 - 高等課程設置。
- 2021年 - 運営する学校法人滋慶文化学園が学校法人滋慶学園と合併。本校は学校法人滋慶学園の運営となる。

## 設置学科
ホームページ 学科・コースより抜粋
- エコ・テクノロジー科（4年制）
- エコ・コミュニケーション科（3年制）
- 動物看護科
  - 動物看護師&ペットスペシャリスト専攻（4年制）
  - ドッグトレーナー専攻（3年制）
- エコ・コミュニケーション科（3年制）
- 高等課程（3年制）